# Elsa Fiore
Elsa Fiore (Napoli, 19 giugno 1923 – Ercolano, 6 giugno 1963) è stata una cantante italiana.

## Biografia
Nasce a Napoli nel 1923, e studia canto presso il Conservatorio di San Pietro a Majella della sua città. 
Nel 1948 dà inizio alla sua carriera artistica, debuttando a Radio Napoli dove canta con le orchestre di Giuseppe Anepeta, Alfredo Giannini, Luigi Avitabile e Luigi Vinci. Comincia poi ad incidere dischi per la casa discografica Cetra, con l'orchestra Anepeta e Vinci. 
Nel 1953 è nel cast della Piedigrotta Bideri e partecipa al programma Vetrina di Piedigrotta, assieme agli altri cantanti dell'orchestra diretta da Luigi Vinci. Sempre nel 1953, partecipa al primo festival di Castellammare di Stabia. Nel 1954 prende parte alla rivista di Ettore De Mura Napoli yes, con Gabriele Vanorio, Luciano Glori e Nunzio Gallo. L'anno seguente, nel 1955, è nel cast del III Festival Salernitano della Canzone. Nel 1958 debutta sul grande schermo con il film La sfida, di Francesco Rosi. Nel 1963 recita al fianco di Nino Taranto e Gaetano di Majo nella trasmissione televisiva Michele Settespiriti.
Oltre alla Cetra, ha inciso dischi per le etichette Leon Disco e NET.
Tra i suoi successi principali ricordiamo: Cielo e mare 'e Surriento, Torname 'o core mio, 'E peccate, Nun torna cchiù, Femmene frattese.

## Discografia parziale
- 1950 – Torname o core mio/Fatalità (Cetra, DC 5164)
- 1961 – Qualcuno mi ama/Cha cha cha de la segretarias (NET, N 343; lato B cantano Los Moycanos)
- 1961 – La pachanga/Che dirà la gente (NET, N 355; lato A canta Gaby Montez con Los Moycanos)

## Filmografia

### Cinema
- La sfida, regia di Francesco Rosi (1955)

### Televisione
- Michele Settespiriti, regia di Giuseppe Di Martino (1964)